# Cei 26 de martiri de la Nagasaki

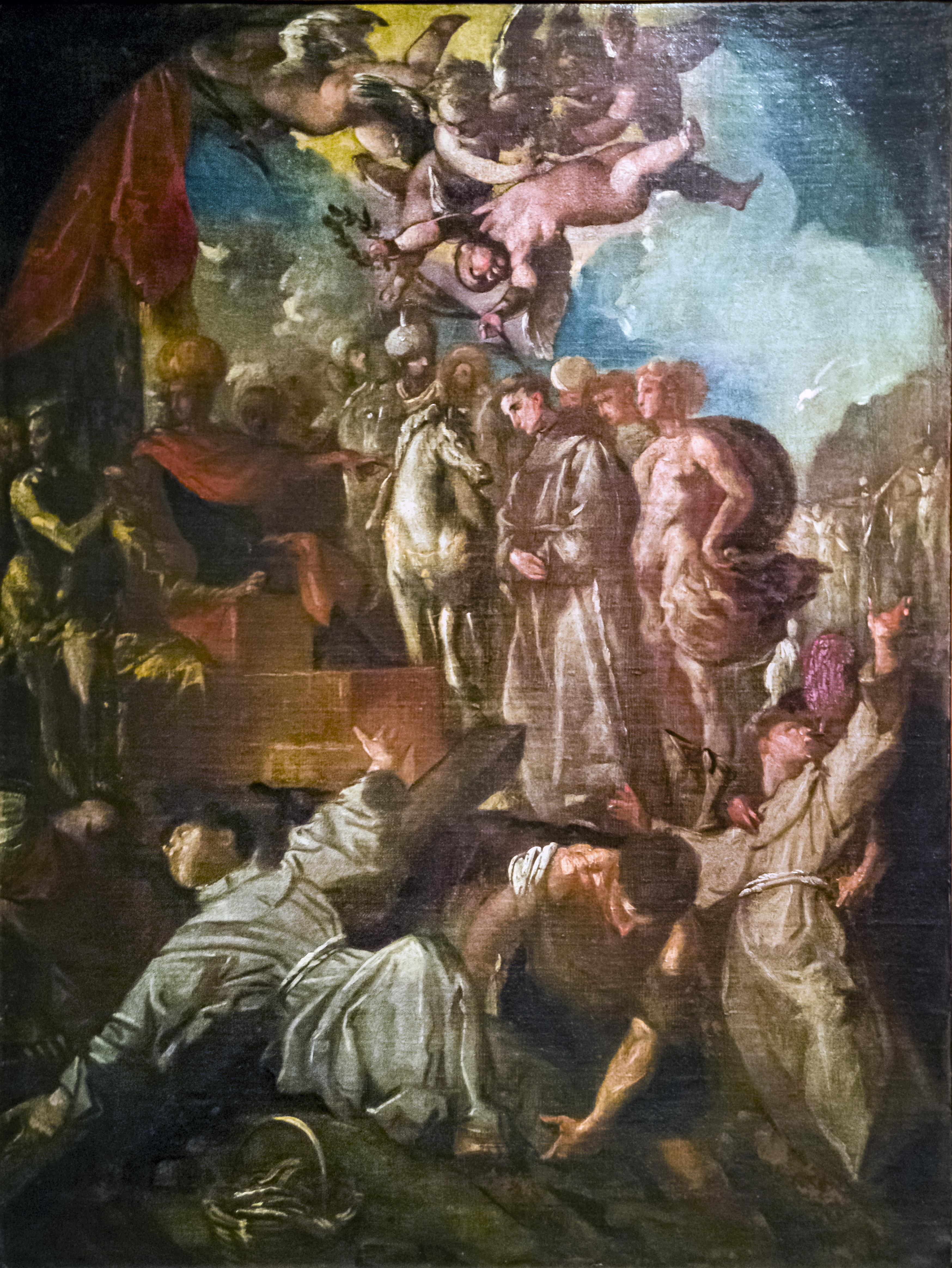
Martiriul franciscanilor din Nagasaki - Francesco Maffei

Martiriul celor 26 de sfinți japonezi a fost execuția prin crucificare a 26 de persoane între 12 și 64 de ani, între care s-a numărat și Paul Miki. Execuția a avut loc la Nagasaki în 5 februarie 1597. Martirii au fost canonizați în Biserica Catolică, cu sărbătoarea în ziua de 6 februarie.
Creștinismul a fost interzis în Japonia la începutul secolului al XVII-lea, în timpul Shogunatului Tokugawa. Cu toate acestea mici comunități de creștini clandestini (Kakure Kirishitan⁠(en)[traduceți]), au fost găsite 250 de ani mai târziu, la întoarcerea ordinelor călugărești creștine în țară.